# Conselice
Conselice é uma comuna italiana da região da Emília-Romanha, província de Ravena, com cerca de 8.806 habitantes. Estende-se por uma área de 60 km², tendo uma densidade populacional de 147 hab/km². Faz fronteira com Alfonsine, Argenta (FE), Imola (BO), Lugo, Massa Lombarda.

## Demografia
| Variação demográfica do município entre 1861 e 2011                               |
|                                                                                   |
| Fonte: Istituto Nazionale di Statistica (ISTAT) - Elaboração gráfica da Wikipedia |